# 在日ボスニア・ヘルツェゴビナ人
在日ボスニア・ヘルツェゴビナ人（ざいにちボスニア・ヘルツェゴビナじん）は、日本に一定期間在住するボスニア・ヘルツェゴビナ国籍の人々である。

## 統計
日本の法務省の在留外国人統計によると、2018年6月末時点で在日ボスニア・ヘルツェゴビナ人は40人である。
在留資格別（3位まで）
| 順位 | 在留資格 | 人数 |
| ---- | -------- | ---- |
| 1    | 留学     | 11   |
| 2    | 永住者   | 7    |
| 3    | 研修     | 6    |

都道府県別（3位まで）
| 順位 | 都道府県 | 人数 |
| ---- | -------- | ---- |
| 1    | 東京     | 13   |
| 2    | 神奈川   | 8    |
| 3    | 大阪     | 4    |

## 著名人
- ヤドランカ
- エディン・ムイチン
- ボロ・プリモラツ

サッカー指導者
- イビチャ・オシム - Jリーグジェフ千葉やサッカー日本代表の監督を務めた。
- アマル・オシム - イビチャ・オシムの息子。Jリーグジェフ千葉のコーチ・監督を務めた。
- ヴァイッド・ハリルホジッチ - 2015年～2017年にサッカー日本代表の監督を務めた。